# Mopti
Mopti (pronuncia-se Moti) é uma cidade localizada na confluência do Rio Níger e do Rio Bani, em Mali, entre Tombuctu e Ségou. A cidade se situa em três ilhas ligadas por diques: a Cidade Nova, a Cidade Velha e Bani. Por esse motivo, é conhecida por alguns como "Veneza de Mali". Seu porto é o principal do país.

## História
Mopti foi fundada pelo povo Bozo, sob o nome de Sanga. No século XIX, Mopti foi dominada pelo Império Macina. Depois, passou a fazer parte do Império Tuculor, e por fim, foi conquistada pelos franceses.  Durante a dominação francesa, Mopti de tornou conhecida por sua indústria de pluma de garça.

## Transporte

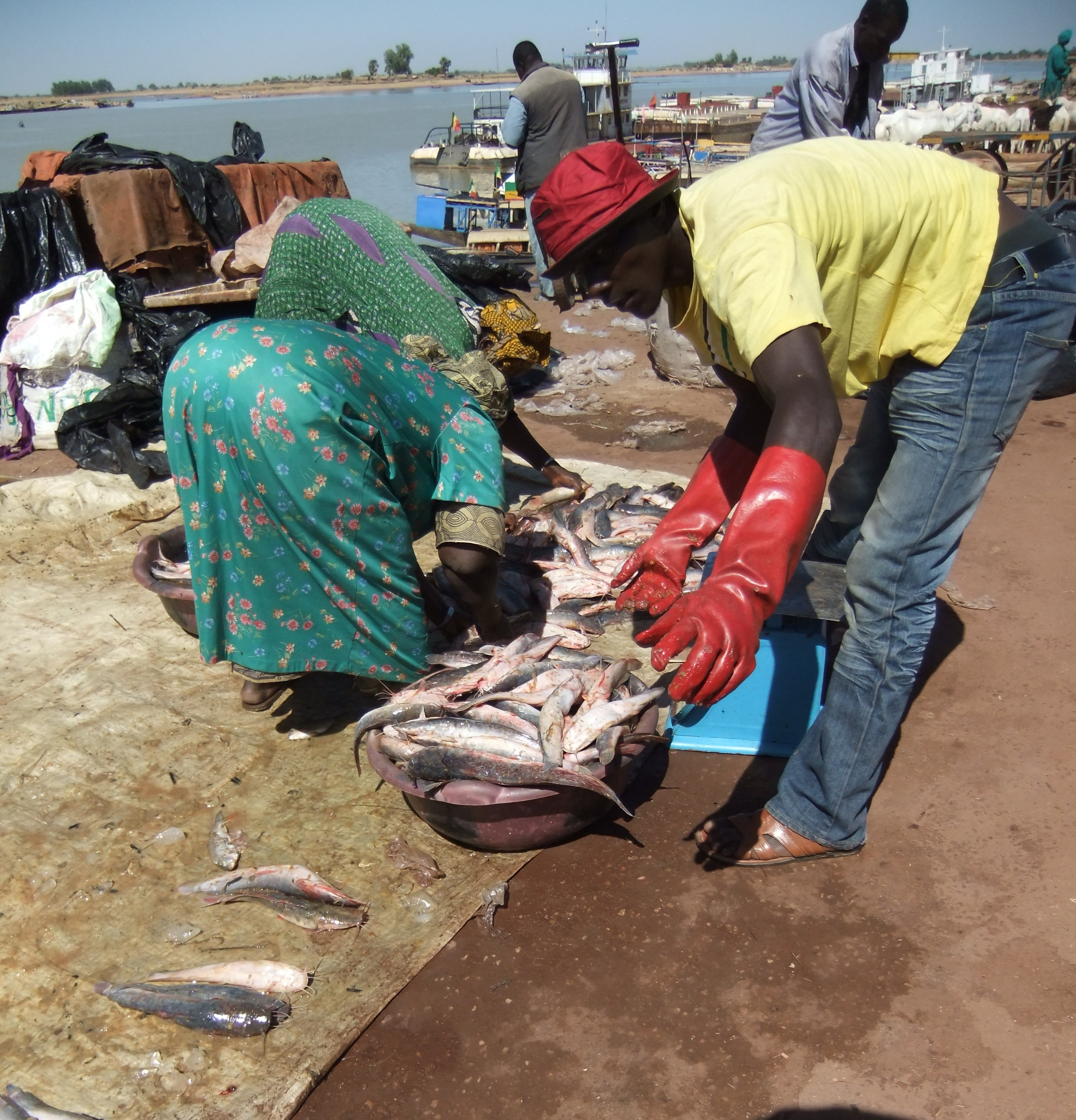
Pesca

Trens conectam Mopti a Tombuctu, Gao, Culicoro e Djené. A cidade também é ligada a Sevaré, onde se localiza o aeroporto de Mopti.

## Demografia
Mopti é a quarta maior cidade de Mali, com aproximadamente 110 000 habitantes, majoritariamente das etnias bambaras, bozos, dogons, songais e fulas.

## Turismo
As atrações da cidade são a mesquita local, o porto e, na outra margem do Níger, pequenas aldeias pesqueiras.